# Sarah-Sofie Boussnina
Sarah-Sofie Boussnina (født 28. december 1990 i Esbjerg) er en dansk skuespiller. I 2009 spillede hun rollen som Mathilde Holm i TV 2's dramaserie Lærkevej, der i 2012 blev fulgt op med spillefilmen Lærkevej - Til døden os skiller. I 2013 spillede hun Regitze i TV 2's julekalender Tvillingerne og Julemanden og fortsatte karrieren i 2014 som tv-skuespiller i Ole Bornedals  tv-serie 1864, hvor hun spillede Claudia, en nulevende ung pige fra samfundets bund.

## Baggrund
Sarah-Sofie Boussnina er født i Esbjerg og opvokset i Svendborg, hvor hun boede med sine forældre og sine to brødre, Elias og Jonas. 
Hun droppede ud af 2.G fra Svendborg Gymnasium og flyttede i 2010 til København for at satse på skuespillerlivet. Siden gjorde hun gymnasiet færdig ved at tage enkeltfag indimellem de forskellige skuespillerroller. I dag bor hun på Vesterbro. Boussnina har lavet børne- og ungdomsteater siden hun var fem-seks år, og har tidligere søgt ind på Statens Teaterskole tre gange, dog uden held.
Hun startede sin skuespillerkarriere med TV 2's dramaserie Lærkevej - Til døden os skiller, som blev sendt i 22 afsnit fra 2009 til 2010. I 2012 blev serien fulgt op med spillefilmen Lærkevej - Til døden os skiller. I 2011 medvirkede hun i ungdomsmusicalen Bora Bora og har senest medvirket i Mikkel Nørgaards Fasandræberne (2014). Desuden har hun  medvirket i en række tv-serier; Forbrydelsen III (2012), Outsider (2012), Tvillingerne og Julemanden (2013), 1864 og Broen III (2015).
Privat blev hun i 2016 gift med forsangeren fra Julias Moon, Louis Samson Myhre.

## Filmografi

### Film
- Bora Bora (2011) – Mia
- Lærkevej - Til døden os skiller (2012) – Mathilde Holm
- In Absentia (kortfilm) (2013) – Karina
- Fasandræberne (2014) – Unge Kimmie
- Comeback (2015) – Frederikke
- Katusha (kortfilm) (2015) – Katusha
- Mary Magdalene (2018) - Martha
- Tides (2021) - Narvik

### TV-serier
- Lærkevej (2009-2010) – Mathilde Holm
- Outsider (2012) – Malene
- Forbrydelsen III (2012) – Sally
- Tvillingerne og Julemanden (2013) – Regitze
- 1864 (2014) – Claudia
- Broen III (2015) – Jeanett
- Svartsjøn (2016) – Hanne
- Knightfall (2018-19) - Adelina
- Dune: Prophecy (2024) princess Ynez

### Tegnefilm
- Ice Age 4: På gyngende grund (2012) – Fersken (stemme)
- Ice Age: Den vildeste rejse (2016) – Fersken (stemme)